# Siegfried Köhler (ciclista)
Siegfried Köhler   (Forst (Lausitz), 6 d'octubre de 1935) és un ciclista alemany. Va guanyar la medalla de plata en persecució per equips als Jocs Olímpics d'Estiu de 1960.